# 洛斯皮诺斯河
洛斯皮诺斯河（英語：Los Pinos River）是美国圣胡安河的一条支流，位于科羅拉多州的南部和新墨西哥州的北部。洛斯皮诺斯河源自科羅拉多州的圣胡安山脉，在新墨西哥州圣胡安县的纳瓦霍湖与圣胡安河汇合.